# Liste der Kirchen und Kapellen in der Verwaltungsgemeinschaft Ottobeuren

Lage der Verwaltungsgemeinschaft Ottobeuren im Landkreis Unterallgäu

Die Liste der Kirchen und Kapellen in der Verwaltungsgemeinschaft Ottobeuren bietet eine Übersicht über die christlichen Gotteshäuser auf dem Gebiet der Gemeinden Ottobeuren, Hawangen und Böhen sowie der jeweiligen Ortsteile.

## Hinweise zu den Angaben in der Tabelle
- In der Spalte Name ist der Name der Kirche oder Kapelle genannt.
- In der Spalte Konfession ist die Glaubensrichtung der Kirche oder Kapelle aufgeführt.
- In der Spalte Patrozinium ist, sofern vorhanden, das Patrozinium gelistet.
- In der Spalte Entstehungszeit/Beschreibung ist ein kurzer geschichtlicher Abriss sowie eine kurze Beschreibung des Objektes aufgeführt.
- In der Spalte Ort ist die Ortschaft bzw. der Weiler sowie die Adresse des Gebäudes genannt.
- In der Spalte Denkmalnummer ist die Denkmalnummer des Bayerischen Landesamts für Denkmalpflege angegeben, sofern die Kirche oder Kapelle unter Denkmalschutz steht.
- In der Spalte  kann der geographische Standort auf verschiedenen Karten per Klick auf das Icon angezeigt werden.

Bis auf die Spalte Bild sind alle Spalten sortierbar.

## Kirchen und Kapellen
| Name                                    | Konfession | Patrozinium                   | Entstehungszeit/Beschreibung | Ort                                              | Denkmalnummer |                     | Bild |
| --------------------------------------- | ---------- | ----------------------------- | --- | ------------------------------------------------ | ------------- | ------------------- | ---- |
| St. Alexander und Theodor Klosterkirche | röm.-kath. | St. Alexander und St. Theodor | Die erste Kirche muss mit der Klostergründung im Jahr 764 erbaut worden sein. Im Laufe der Jahrhunderte wurde die Kirche mehrmals um- und neugebaut. Der bestehende barocke Kirchenbau stammt aus dem Jahr 1737. Im Zuge der Säkularisation 1802 wurde das Kloster aufgelöst, bereits ab 1834/1835 wurde das Kloster und die Klosterkirche weitergeführt. Im Jahr 1926 verlieh Papst Pius XI. der Basilika den Titel Basilica minor. | Ottobeuren Marktplatz 16                         | D-7-78-186-29 | 47.941546 10.298234 |      |
| St. Anna                                | röm.-kath. | St. Anna                      | Die Kapelle wurde im 19. Jahrhundert erbaut. Der Flügelaltar der Kapelle stammt aus der Zeit um 1510/1520. Auf diesem stehen mehrere gefasste Holzfiguren. | Betzisried 1                                     | D-7-78-186-35 | 47.944863 10.347244 |      |
| St. AnnaKlosterkirche                   | röm.-kath. | St. Anna                      | Die Klosterkirche wurde ab 1714 nach Plänen von P. Christoph Vogt gebaut und 1729 geweiht. Im Jahr 1805 wurde das Kloster aufgehoben. Die letzte Wiederherstellung der Kirche fand 1954 statt. Der Altar, ein marmorierter Holzaufbau von 1729, enthält lebensgroße Holzfiguren des Hl. Benedikt und Scholastika. | Kloster Wald Stephansried 34                     | D-7-78-186-44 | 47.972765 10.299768 |      |
| St. Georg                               | röm.-kath. | St. Georg                     | Der erste Kirchenbau entstammt dem 15. Jahrhundert. Das Langhaus wurde in den Jahren 1907 und 1908 erweitert. Die letzte Renovierung fand 1951 und 1952 statt. | BöhenAm Kirchberg 11                             | D-7-78-119-1  | 47.881297 10.301828 |      |
| St. Joseph                              | röm.-kath. | St. Joseph                    | Die Kapelle wurde 1912 errichtet. In der Kapelle befinden sich die gefassten Holzfiguren einer stehenden Muttergottes um die Mitte des 15. Jahrhunderts, der Hl. Sebastian aus der Zeit um 1470/1480 und der Hl. Georg aus dem Ende des 17. Jahrhunderts. | Dennenberg 22                                    | D-7-78-186-37 | 47.964691 10.322672 |      |
| St. Joseph                              | röm.-kath. | Joseph                        | Im Jahr 1685 wird an Stelle einer Holzkapelle ein Steinbau errichtet. Der Altar ist ein marmorierter Holzaufbau aus den Jahren 1770/1780. | Oberwarlins 24                                   | D-7-78-119-6  | 47.860927 10.322648 |      |
| St. Leonhard                            | röm.-kath. | St. Leonhard                  | Die Kapelle in Eggisried wurde im 17. oder 18. Jahrhundert errichtet. Das Gestühl aus dem 18. Jahrhundert ist aus Nadelholz gefertigt. Ebenfalls aus dem 18. Jahrhundert ist der Kreuzweg mit 15 Stationen. | Eggisried 27                                     | D-7-78-186-38 | 47.964808 10.304586 |      |
| St. Leonhard                            | röm.-kath. | St. Leonhard                  | Die Kapelle in Hofs wurde um das Jahr 1800 errichtet. Der Altarraum ist halbrund und flachgedeckt. Im Inneren ist ein Kruzifixus mit Maria und Johannes von 1770. | HofsEggisried 27                                 | D-7-78-186-43 | 47.932393 10.350602 |      |
| St. Maria                               | röm.-kath. | Maria                         | Die ursprünglich an dieser Stelle befindliche Wallfahrtskirche von 1710 wurde 1806 abgebrochen. 1932 wird an dieser Stelle die Kapelle errichtet. Das Altarbild aus dem 18. Jahrhundert stellt die Muttergottes von Eldern da. Des Weiteren befinden sich mehrere Holzfiguren im Inneren, so unter anderem ein Christus in der Rast von 1662.                                                                                        | Eldern 8                                         | D-7-78-186-40 | 47.925793 10.3076   |      |
| St. Maria                               | röm.-kath. | Maria                         | Die Kapelle entstammt dem Anfang des 18. Jahrhunderts. 1935 ist der Altarraum eingestürzt und wurde vergrößert wieder aufgebaut. Im Inneren befindet sich eine Kopie der Muttergottes von Altötting aus der zweiten Hälfte des 18. Jahrhunderts. | Karlins 16                                       | D-7-78-119-5  | 47.906447 10.285848 |      |
| St. Maria und Joseph                    | röm.-kath. | Maria und Joseph              | 1783 wurde die Kapelle in Eheim gesegnet. Die Kapelle ist ein Saalbau mit zwei Fensterachsen und Altarraum. Dieser verfügt über einen halbrunden Schluss. | Eheim 31/2                                       | D-7-78-186-39 | 47.937281 10.36658  |      |
| St. Michael auch Buschelkapelle         | röm.-kath. | St. Michael                   | Die Kapelle wurde 1715 nach Plänen von P. Christoph Vogt errichtet und 1729 geweiht. Später, 1808, wurde die Kapelle zu einem Jagdschlösschen umgebaut und erst 1852 wieder zu einer Kapelle umfunktioniert. Die Kapelle ist als oktogonaler Putzbau mit Flachdecke errichtet. | FröhlinsFröhlins, 500 Meter westlich des Weilers | D-7-78-186-41 | 47.954212 10.31323  |      |
| St. SebastianFriedhofskapelle           | röm.-kath. | St. Sebastian                 | Die erste Kirche an dieser Stelle wurde 1583 unter Abt Caspar Kindelmann errichtet. In der Mitte des 18. Jahrhunderts wurde die Kirche erneuert. Das Deckengemälde wurde 1746 durch Balthasar Riepp geschaffen. | OttobeurenFriedhofsweg 1                         | D-7-78-186-10 | 47.936495 10.304516 |      |
| St. Stephan                             | röm.-kath. | St. Stephan                   | Der erste Kirchenbau geht auf die zweite Hälfte des 15. Jahrhunderts zurück. Im Jahr 1722 findet eine Instandsetzung durch Simpert Kraemer statt. Die letzte Renovierung fand 1955 und 1956 statt. | HawangenKirchplatz 1                             | D-7-78-149-1  | 47.97158 10.267351  |      |
| St. Stephan                             | röm.-kath. | St. Stephan                   | Die bestehende Filialkirche ist ein Neubau aus dem Jahr 1687. Das Langhaus ist ein Saalbau mit drei Fensterachsen. Dieser schließt an einen Chor mit 3/8 Schluss. | Stephansried 14                                  | D-7-78-186-48 | 47.979674 10.307198 |      |
| St. Ulrich                              | röm.-kath. | St. Ulrich                    | Nach der Grundsteinlegung 1797 erfolgte 1805 die Erhebung zur Pfarrkirche und 1815 die Weihe der Pfarrkirche. Eine Renovierung fand 1949/1950 statt. Der Hochaltar, ein marmorierte Holzaufbau stammt aus dem 19. Jahrhundert. | OllarzriedKirchweg 2                             | D-7-78-186-46 | 47.900033 10.361199 |      |
| St. Wendelin                            | röm.-kath. | St. Wendelin                  | Die Kapelle wurde 1818 errichtet und besteht aus einem Langhaus mit halbrundem Altarraum. Im inneren befinden sich mehrere Holzfiguren, darunter eine Muttergottes um das Jahr 1500. | GünzeggOberwaldmühle                             | D-7-78-119-4  | 47.883416 10.330633 |      |
| Erlöserkirche                           | ev.-luth.  |                               | Die evangelische Erlöserkirche wurde 1957 erbaut und 1999 innen renoviert. | OttobeurenLudwigstraße 53                        |               | 47.937935 10.303558 |      |
| Kapelle                                 |            |                               | Die Kapelle enthält Glasfenster des Künstlers Erich Schickling und befindet sich auf dem Gelände der Erich-Schickling-Stiftung. | Eggisried 291/2                                  |               | 47.958961 10.298513 |      |
| Wegkapelle                              | röm.-kath. |                               | Wegkapelle mit Satteldach aus dem 18. Jahrhundert. Im Inneren eine gefasste Holzfigur der Muttergottes. | Brandholz 3B                                     | D-7-78-119-3  | 47.901887 10.27683  |      |
| Wegkapelle                              | röm.-kath. |                               | Die Kapelle aus dem 18. Jahrhundert ist ein halbrund geschlossener Nischenbau. In der Wegkapelle befindet sich die gefasste Holzfigur des Hl. Antonius von Padua. | Unterwarlins                                     |               |                     |      |
| Wegkapelle                              | röm.-kath. |                               | Die Wegkapelle ist ein Ziegelbau des späten 19. Jahrhunderts. Die gefasste Holzfigur der Muttergottes stammt aus dem 17. Jahrhundert. | OberhaslachKeßlerwald                            | D-7-78-186-45 | 47.912923 10.345178 |      |
| Wegkapelle                              | röm.-kath. |                               | Die Kapelle ist ein Nischenbau mit Satteldach und wurde im 18. Jahrhundert errichtet. Diese enthält ein Kruzifix sowie gefasste Holzfiguren aus dem 18. Jahrhundert. | Oberhaslach                                      |               |                     |      |
| Wegkapelle                              | röm.-kath. |                               | | Günzegg 22                                       |               | 47.879955 10.342351 |      |